# Christine Scheiblich
Christine Scheiblich, po mężu Hahn (ur. 21 grudnia 1954 w Wilsdruff) – niemiecka wioślarka reprezentująca NRD, złota medalistka olimpijska i czterokrotna medalistka mistrzostw świata.

## Kariera
Wystąpiła na igrzyskach olimpijskich w Montrealu w 1976, gdzie zdobyła złoty medal w jedynkach. W finale o 0,65 sekundy wyprzedziła Joan Lind z USA i o 4,68 sekundy Jelenę Antonową z ZSRR. Był to debiut tej konkurencji w programie olimpijskim, tym samym Scheiblich została pierwszą w historii mistrzynią olimpijską w jedynkach kobiet. Był to zarazem jej jedyny start olimpijski.
W tej samej konkurencji zwyciężała także na mistrzostwach świata w Lucernie (1974), mistrzostwach świata w Nottingham (1975), mistrzostwach świata w Amsterdamie (1977) i mistrzostwach świata w Hamilton (1978).
Odznaczona Orderem Zasługi dla Ojczyzny. 
Po zakończeniu kariery ukończyła studia i została fizjoterapeutką, prowadząc praktykę w Dreźnie.
Jej mąż Ulrich Hahn, a także szwagier, Bernd Hahn byli saneczkarzami, medalistami mistrzostw świata oraz Europy.